# Friedrich Wilhelm Meinel
Friedrich Wilhelm Meinel (* 8. November 1791 in Sulzbach, Oberpfalz; † 29. April 1879 in Schwabach) war ein deutscher evangelischer Pfarrer und Politiker.
Meinel wirkte zunächst als Pfarrer, ab 1831 als Dekan in der oberfränkischen Stadt Münchberg. Dort war er auch als Distriktsschulinspektor tätig.  
Als Vertreter des königlich-protestantischen Consistoriums Bayreuth gehörte er von 1840 bis 1843 der Kammer der Abgeordneten im Bayerischen Landtag an.
1846 kam er als Pfarrer und Dekan nach Schwabach, wo er bis zu seinem Tod lebte.

## Ehrungen
- 1867: Ehrenbürger der Stadt Schwabach
- Ehrenkreuz des Ludwigsordens